# Список депо Московской железной дороги
В данном списке представлена информация о железнодорожных депо, находящихся на территории Московской железной дороги — филиала ОАО «РЖД». В списке указаны все существующие депо, а также бывшие/закрытые депо.
Список подразделяется на несколько частей в зависимости от типов депо: локомотивные, моторвагонные, вагонные и их специализации: эксплуатационные, ремонтные и пр. Отдельно представлен единый список всех существовавших локомотивных и моторвагонных депо с примечаниями.
В списке указаны:
- Сокращение с номером, используемое в железнодорожной терминологии для данного депо — графа «Номер»
- Название депо — графа «Название»
- Структурные подразделения, если имеются — графа «Подразделения», для моторвагонных депо это «участки».
- Ссылки на основные карты по координатам депо — графа «Карты»
- Железнодорожная станция, к которой примыкает депо (или несколько станций, для подразделений) — графа «Станция»
- Населённый пункт и субъект РФ, в котором или около которого находится депо — графа «Нас. пункт»
- Для моторвагонных депо указываются основные линии/узлы обслуживания — графа «Линии»

## Моторвагонные депо
Всего 15 моторвагонных депо, обслуживающих моторвагонный подвижной состав (МВПС), в том числе электропоезда. — 12 на Мосузле и 3 в регионах. Для них принято сокращение ТЧПРИГ. 13 депо входят (являются структурными подразделениями) в Московскую дирекцию моторвагонного подвижного состава, являющуюся, в свою очередь, структурным подразделением Центральной дирекции моторвагонного подвижного состава — филиала ОАО «РЖД». Депо имени Ильича является собственностью ООО «Аэроэкспресс». Депо Подмосковная входит в Московскую дирекцию скоростного сообщения (МДОСС), являющуюся, в свою очередь, структурным подразделением Дирекции скоростного сообщения — филиала ОАО «РЖД».
| Номер     | Название                    | Участки   | Карты                           | Станция                         | Нас. пункт                                           | Линии                                                                                    |
| --------- | --------------------------- | --------- | ------------------------------- | ------------------------------- | ---------------------------------------------------- | ---------------------------------------------------------------------------------------- |
| ТЧПРИГ-3  | Перерва                     |           | (T) (Я) (O) (W)                 | Люблино-Сортировочное           | г. Москва                                            | Курское направление, Рижское направление                                                 |
| ТЧПРИГ-4  | Железнодорожная             |           | (T) (Я) (O) (W)                 | Железнодорожная                 | г. Железнодорожный Московской обл.                   | Горьковское направление                                                                  |
| ТЧПРИГ-7  | Раменское                   |           | (T) (Я) (O) (W) (T) (Я) (O) (W) | Раменское                       | г. Раменское Московской обл.                         | Московско-Рязанский регион                                                               |
| ТЧПРИГ-10 | Москва-2 Ярославская        | Пушкино   | (T) (Я) (O) (W) (T) (Я) (O) (W) | Москва-Пассажирская-Ярославская | г. Москва                                            | Ярославское направление                                                                  |
| ТЧПРИГ-12 | Александров                 |           | (T) (Я) (O) (W)                 | Александров                     | г. Александров Владимирской обл.                     | Ярославское направление, Большое кольцо                                                  |
| ТЧПРИГ-14 | Лобня                       |           | (T) (Я) (O) (W)                 | Лобня                           | г. Лобня Московской обл.                             | Савёловское направление, Смоленское направление                                          |
| ТЧПРИГ-17 | Нахабино                    |           | (T) (Я) (O) (W)                 | Нахабино                        | пгт. Нахабино Московской обл.                        | Рижское направление, Курское направление                                                 |
| ТЧПРИГ-20 | Апрелевка                   | Калуга    | (T) (Я) (O) (W)                 | Апрелевка                       | г. Апрелевка Московской обл.                         | Киевское направление, Большое кольцо Калужский узел                                      |
| ТЧПРИГ-22 | Новомосковск-1              | Тула      | (T) (Я) (O) (W) (T) (Я) (O) (W) | Урванка                         | г. Новомосковск Тульской обл.                        | Тульский регион, Курское направление, Орловско-Курский регион                            |
| ТЧПРИГ-26 | Куровская                   | Рыбное    | (T) (Я) (O) (W)                 | Куровская                       | г. Куровское Московской обл.                         | Казанское направление, Большое кольцо, Рязанское направление,                            |
| ТЧПРИГ-31 | Домодедово                  |           | (T) (Я) (O) (W)                 | Домодедово                      | г. Домодедово Московской обл.                        | Павелецкое направление, Большое кольцо                                                   |
| ТЧПРИГ-43 | Смоленск I                  | Фаянсовая | (T) (Я) (O) (W) (T) (Я) (O) (W) | Смоленск, Фаянсовая             | г. Смоленск Смоленской обл., г. Киров Калужской обл. | Смоленский регион Фаянсовский узел                                                       |
| ТЧПРИГ-45 | Брянск I                    |           | (T) (Я) (O) (W)                 | Брянск-Орловский                | г. Брянск Брянской обл.                              | Брянский регион                                                                          |
| ТЧПРИГ-50 | Имени Ильича (Аэроэкспресс) |           | (T) (Я) (O) (W)                 | Москва-Пассажирская-Смоленская  | г. Москва                                            | Маршруты Аэроэкспресса в три аэропорта, Смоленское направление, Савёловское направление, |
| ТЧ-96     | Подмосковная                |           | (T) (Я) (O) (W)                 | Подмосковная                    | г. Москва                                            | «Ласточка», поезда Малого кольца.                                                        |

## Эксплуатационные локомотивные депо
Всего 15 эксплуатационных локомотивных депо. Для них принято сокращение ТЧЭ. Входят (являются структурными подразделениями) в Московскую дирекцию тяги, являющуюся, в свою очередь, структурным подразделением Дирекции тяги — филиала ОАО «РЖД».
| Номер                                                | Название                       | Подразделения                                                                       | Карты                                                                           | Станция                                                                                          | Нас. пункт                                                                                         |
| ---------------------------------------------------- | ------------------------------ | ----------------------------------------------------------------------------------- | ------------------------------------------------------------------------------- | ------------------------------------------------------------------------------------------------ | -------------------------------------------------------------------------------------------------- |
| ТЧЭ-1 (упразднено 1 июня 2021 года, позднее снесено) | Москва-Пассажирская-Курская    | ФТЧЭ-68 Москва-3                                                                    | (T) (Я) (O) (W) (T) (Я) (O) (W)                                                 | Москва-Каланчёвская, Москва-Пассажирская-Ярославская (парк Москва III)                           | г. Москва                                                                                          |
| ТЧЭ-2                                                | Лихоборы-Окружные              | ФТЧЭ-81 Люблино                                                                     | (T) (Я) (O) (W) (T) (Я) (O) (W)                                                 | Лихоборы, Люблино-Сортировочное                                                                  | г. Москва                                                                                          |
| ТЧЭ-5                                                | Орехово                        | ФТЧЭ-83 Вековка, ФТЧЭ-84 Александров , ФТЧ-85 Софрино                               | (T) (Я) (O) (W) (T) (Я) (O) (W) (T) (Я) (O) (W)                                 | Орехово-Зуево, Вековка, Александров                                                              | г. Орехово-Зуево Московской обл., пос. Вековка и г. Александров Владимирской обл.                  |
| ТЧЭ-6                                                | Москва-Сортировочная-Рязанская | ФТЧЭ-52 Лосиноостровская, ФТЧЭ-65 Москва-Пасс.-Казанская                            | (T) (Я) (O) (W) (T) (Я) (O) (W) (T) (Я) (O) (W)                                 | Перово (парк Перово IV), Лосиноостровская, Москва-Пассажирская-Казанская                         | г. Москва                                                                                          |
| ТЧЭ-18 (в мае 2012 года преобразовано в ТЧПРИГ-50)   | Имени Ильича                   | ФТЧЭ-54 Дмитров, ФТЧЭ-55 Москва-Киевская, ФТЧЭ-66 Волоколамск, ФТЧЭ-69 Подмосковная | (T) (Я) (O) (W) (T) (Я) (O) (W) (T) (Я) (O) (W) (T) (Я) (O) (W) (T) (Я) (O) (W) | Москва-Пассажирская-Смоленская, Дмитров, Москва-Пассажирская-Киевская, Волоколамск, Подмосковная | г. Москва; г. Дмитров и г. Волоколамск Московской обл.                                             |
| ТЧЭ-23                                               | Бекасово-Сортировочное         | ФТЧЭ-51 Калуга, ФТЧЭ-53 Поварово-3                                                  | (T) (Я) (O) (W) (T) (Я) (O) (W) (T) (Я) (O) (W)                                 | Бекасово-Сортировочное, Калуга I, Поварово III                                                   | г. Москва (пос.Киевский, д.Архангельское); г. Калуга Калужской обл., пгт. Поварово Московской обл. |
| ТЧЭ-27                                               | Орёл-Сортировочный             | ФТЧЭ-87 Верховье, ФТЧЭ-88 Лужки                                                     | (T) (Я) (O) (W) (T) (Я) (O) (W) (T) (Я) (O) (W)                                 | Орёл, Верховье, Лужки-Орловские                                                                  | г. Орёл и пгт. Верховье Орловской обл.                                                             |
| ТЧЭ-29                                               | Курск-Сортировочный            | ФТЧЭ-56 Курбакинская, ФТЧЭ-57 Льгов                                                 | (T) (Я) (O) (W) (T) (Я) (O) (W) (T) (Я) (O) (W)                                 | Курск, Курбакинская, Льгов-Киевский                                                              | г. Курск, пгт. Магнитный и г. Льгов Курской обл.                                                   |
| ТЧЭ-33                                               | Ожерелье-Сортировочное         | ФТЧЭ-58 Узуново, ФТЧЭ-85 Москва-Павелецкая                                          | (T) (Я) (O) (W) (T) (Я) (O) (W) (T) (Я) (O) (W)                                 | Ожерелье, Узуново, Москва-Пассажирская-Павелецкая                                                | г. Ожерелье и с. Узуново Московской обл., г. Москва                                                |
| ТЧЭ-36                                               | Новомосковск                   | ФТЧЭ-86 Тула                                                                        | (T) (Я) (O) (W) (T) (Я) (O) (W)                                                 | Узловая I, Тула I-Курская                                                                        | г. Узловая и г. Тула Тульской обл.                                                                 |
| ТЧЭ-38                                               | Рыбное-Сортировочное           | ФТЧЭ-90 Кустарёвка                                                                  | (T) (Я) (O) (W) (T) (Я) (O) (W)                                                 | Рыбное, Кустарёвка                                                                               | г. Рыбное и пос. Кустарёвка Рязанской обл.                                                         |
| ТЧЭ-39                                               | Рязань                         | ФТЧЭ-76 Ряжск, ФТЧЭ-77 Сасово, ФТЧЭ-78 Шилово, ФТЧЭ-82 Голутвин                     | (T) (Я) (O) (W) (T) (Я) (O) (W) (T) (Я) (O) (W) (T) (Я) (O) (W) (T) (Я) (O) (W) | Рязань II, Ряжск I, Сасово, Шилово, Голутвин                                                     | г. Рязань, г. Ряжск, г. Сасово и пгт. Шилово Рязанской обл., г. Коломна Московской обл.            |
| ТЧЭ-41                                               | Вязьма-Сортировочная           | ФТЧЭ-67 Сафоново                                                                    | (T) (Я) (O) (W) (T) (Я) (O) (W)                                                 | Вязьма, Сафоново                                                                                 | г. Вязьма и г. Сафоново Смоленской обл.                                                            |
| ТЧЭ-42                                               | Смоленск-Сортировочный         | ФТЧЭ-79 Рославль, ФТЧЭ-80 Фаянсовая                                                 | (T) (Я) (O) (W) (T) (Я) (O) (W) (T) (Я) (O) (W)                                 | Смоленск-Сортировочный, Рославль I, Фаянсовая                                                    | г. Смоленск и г. Рославль Смоленской обл., г. Киров Калужской обл.                                 |
| ТЧЭ-46                                               | Брянск II                      | ФТЧЭ-59 Сухиничи, ПУ-94 Брянск-Орловский                                            | (T) (Я) (O) (W) (T) (Я) (O) (W) (T) (Я) (O) (W)                                 | Брянск-Льговский, Сухиничи-Главные, Брянск-Орловский                                             | г. Брянск Брянской обл., г. Сухиничи Калужской обл.                                                |

## Ремонтные локомотивные депо
Всего 11 ремонтных локомотивных депо, в том числе 3 ремонтных тепловозных депо. Для них принято сокращение ТЧР. Входят (являются структурными подразделениями) в Московскую дирекцию по ремонту тягового подвижного состава (ТПС), являющуюся, в свою очередь, структурным подразделением Дирекции по ремонту тягового подвижного состава — филиала ОАО «РЖД».
| Номер  | Название             | Подразделения                                                                                      | Карты                                                                           | Станция | Нас. пункт |
| ------ | -------------------- | -------------------------------------------------------------------------------------------------- | ------------------------------------------------------------------------------- | --- | --- |
| ТЧР-15 | Лихоборы             | ПТОЛ-8 Люблино, ПТОЛ-24 Подмосковная                                                               | (T) (Я) (O) (W) (T) (Я) (O) (W) (T) (Я) (O) (W)                                 | Лихоборы, Люблино-Сортировочное, Подмосковная | г. Москва |
| ТЧР-16 | Москва-Сортировочная | ПТОЛ-11 Москва-3, ПТОЛ-13 Москва-техн.-Курская, ПТОЛ-19 Москва-Смоленская, ПТОЛ-21 Москва-Киевская | (T) (Я) (O) (W) (T) (Я) (O) (W) (T) (Я) (O) (W) (T) (Я) (O) (W) (T) (Я) (O) (W) | Перово (парк Перово IV), Москва-Пассажирская-Ярославская (парк Москва III), Москва-Каланчёвская, Москва-Пассажирская-Смоленская, Москва-Пассажирская-Киевская | г. Москва |
| ТЧР-28 | Орёл                 | | (T) (Я) (O) (W)                                                                 | Орёл | г. Орёл Орловской обл.                                                                                            |
| ТЧР-30 | Курск                | ПТОЛ-63 Курбакинская, ПТОЛ-64 Льгов                                                                | (T) (Я) (O) (W) (T) (Я) (O) (W) (T) (Я) (O) (W)                                 | Курск, Курбакинская, Льгов-Киевский | г. Курск, пгт. Магнитный и г. Льгов Курской обл.                                                                  |
| ТЧР-34 | Ожерелье             | ПТОЛ-32 Узуново                                                                                    | (T) (Я) (O) (W) (T) (Я) (O) (W)                                                 | Ожерелье, Узуново | г. Ожерелье и с. Узуново Московской обл.                                                                          |
| ТЧР-35 | Узловая              | ПТОЛ-50 Тула                                                                                       | (T) (Я) (O) (W) (T) (Я) (O) (W)                                                 | Узловая I, Тула I-Курская | г. Узловая и г. Тула Тульской обл.                                                                                |
| ТЧР-37 | Рыбное               | ТЧРЦех-60 Орехово, ТЧРЦех-61 Бекасово, ТЧРЦех-62 Рязань                                            | (T) (Я) (O) (W) (T) (Я) (O) (W) (T) (Я) (O) (W) (T) (Я) (O) (W)                 | Рыбное, Орехово-Зуево, Бекасово-Сортировочное, Рязань II | г. Рыбное и г. Рязань Рязанской обл., г. Орехово-Зуево Московской обл., г. Москва (пос.Киевский, д.Архангельское) |
| ТЧР-40 | Вязьма               | | (T) (Я) (O) (W)                                                                 | Вязьма | г. Вязьма Смоленской обл.                                                                                         |
| ТЧР-47 | Брянск-Льговский     | ПТОЛ-44 Калуга, ПТОЛ-89 Сухиничи                                                                   | (T) (Я) (O) (W) (T) (Я) (O) (W) (T) (Я) (O) (W)                                 | Брянск-Льговский, Калуга I, Сухиничи-Главные | г. Брянск Брянской обл., г. Калуга и г. Сухиничи Калужской обл.                                                   |
| ТЧР-48 | Смоленск             | ФТЧР-91 Рославль                                                                                   | (T) (Я) (O) (W) (T) (Я) (O) (W)                                                 | Смоленск-Сортировочный, Рославль I | г. Смоленск и г. Рославль Смоленской обл.                                                                         |
| ТЧР-49 | Унеча                | ФТЧР-92 Унеча                                                                                      | (T) (Я) (O) (W)                                                                 | Унеча | г. Унеча Брянской обл.                                                                                            |

В рамках изменения концепции по организации системы сервисного обслуживания локомотивного парка с 1 июля 2014 года на основе ремонтных депо были сформированы сервисные локомотивные депо компаний вне вертикали РЖД. Компаниями стали: Московское управление ООО «СТМ-Сервис» (дочерняя компания группы «Синара») и Западный филиал ООО «ТМХ-Сервис» (дочерняя компания Трансмашхолдинга). Рыбное, Бекасово и Орехово-Зуево вошли в состав ООО «СТМ-Сервис». В «ТМХ-Сервис» вошли другие депо: Москва-3, Москва-Пасс-Курская, Вязьма, Москва-Киевская, Москва-Сортировочная, Москва-Белорусская, Рязань, Узуново, Ожерелье, Курск, Орёл, Унеча.

## Паровозное депо
| Название     | Карта           | Станция      | Нас. пункт |
| ------------ | --------------- | ------------ | ---------- |
| Подмосковная | (T) (Я) (O) (W) | Подмосковная | г. Москва  |

## Общий список существовавших локомотивных депо
| Номер          | Название                          | Статус | Станция                         | Нас. пункт            |
| -------------- | --------------------------------- | --- | ------------------------------- | --------------------- |
| ТЧ-1           | Москва-Курская                    | Закрыто | Москва-Каланчёвская             | Москва                |
| ТЧ-2           | Люблино                           | Филиал ТЧ-15 Лихоборы | Люблино-Сортировочное           | Москва                |
| ТЧ-3 (МВПС)    | Перерва                           | Работает Арендовано АО «Центральная ППК» | Люблино-Сортировочное           | Москва                |
| ТЧ-4 (МВПС)    | Железнодорожная                   | Работает Арендовано АО «Центральная ППК» | Железнодорожная                 | Железнодорожный       |
| ТЧ-5           | Орехово                           | Работает | Орехово-Зуево                   | Орехово-Зуево         |
| ТЧ-6           | Москва-Сортировочная              | Работает | Перово                          | Москва                |
| ТЧ-7 (МВПС)    | Раменское                         | Работает Арендовано АО «Центральная ППК» | Раменское                       | Раменское             |
| ТЧ-8           | Голутвин                          | Закрыто | Голутвин                        | Коломна               |
| ТЧ-9 (МВПС)    | Пушкино                           | Оборотное депо для ТЧ-10 Москва-2 и ТЧ-12 Александров Арендовано АО «Центральная ППК» | Пушкино                         | Пушкино               |
| ТЧ-9           | Черусти                           | Закрыто. МВПС передан в Куровскую. | Черусти                         | Черусти               |
| ТЧ-10 (МВПС)   | Москва-2                          | Работает | Москва-Пассажирская-Ярославская | Москва                |
| ТЧ-11          | Москва-3                          | Филиал ТЧ-1 | Москва-Пассажирская-Ярославская | Москва                |
| ТЧ-12 (МВПС)   | Александров                       | Работает | Александров                     | Александров           |
| ТЧ-13          | Поварово-3                        | Закрыто, локомотивные бригады переданы в депо Бекасово и в депо Имени Ильича, участок Подмосковная | Поварово III                    | Поваровка             |
| ТЧ-14 (МВПС)   | Лобня                             | Работает Арендовано АО «Центральная ППК» | Лобня                           | Лобня                 |
| ТЧ-15          | Лихоборы                          | Работает | Лихоборы                        | Москва                |
| ТЧ-16          | Подмосковная                      | Закрыто (ныне ТЧ-96 Станция Подмосковная Рижское направление) | Подмосковная                    | Москва                |
| ТЧ-17 (МВПС)   | Нахабино                          | Работает Арендовано АО «Центральная ППК» | Нахабино                        | Нахабино              |
| ТЧ-18          | Имени Ильича (Москва-Белорусская) | в январе 2012 года территория депо(МВПС) передана ООО Аэроэкспресс, Локомотивное депо работает как самостоятельная структурная единица Московской дирекции тяги. МВПС бывшего моторвагонного депо передан в ТЧ-14 Лобня. | Москва-Пассажирская-Смоленская  | Москва                |
| ТЧ-19          | Москва-Пассажирская-Киевская      | Филиал ТЧ-18 | Москва-Пассажирская-Киевская    | Москва                |
| ТЧ-20 (МВПС)   | Апрелевка                         | Работает Арендовано АО «Центральная ППК» | Апрелевка                       | Апрелевка             |
| ТЧ-21          | Малоярославец                     | Закрыто | Малоярославец                   | Малоярославец         |
| ТЧ-22          | Тула                              | Филиал ТЧЭ-36, куда передана часть депо ТЧ-22 (электротяга и теплотяга), филиал ТЧПРИГ-22, куда передана часть депо МВПС                                                                                                 | Тула I-Курская                  | Тула                  |
| ТЧ-23          | Бекасово                          | Работает | Бекасово-Сортировочное          | Москва (пос.Киевский) |
| ТЧ-24          | Черепеть                          | Закрыто | Черепеть                        | Черепеть              |
| ТЧ-25          | Белёв                             | Закрыто | Белёв                           | Белёв                 |
| ТЧ-26 (МВПС)   | Куровская                         | Работает | Куровская                       | Куровское             |
| ТЧ-27          | Орёл                              | Работает, разделено на 2 подразделения: ТЧЭ-27 («Орёл-Сортировочный») ТЧР-28 («Орёл») | Орёл                            | Орёл                  |
| ТЧ-28          | Верховье                          | Закрыто, филиал ТЧ-27 | Верховье                        | Верховье              |
| ТЧ-29          | Курск                             | Работает Разделено на 2 подразделения: ТЧЭ-29 («Курск-Сортировочный») ТЧР-30 («Курск») | Курск                           | Курск                 |
| ФТЧ-57(ТЧ-30)  | Льгов                             | Закрыто, филиал ТЧ-29 | Льгов-Сортировочный             | Льгов                 |
| ТЧ-31 (МВПС)   | Домодедово                        | Работает | Домодедово                      | Домодедово            |
| ФТЧ-56 (ТЧ-32) | Курбакинская                      | Закрыто, филиал ТЧ-29 | Курбакинская                    | Магнитный             |
| ТЧ-33          | Ожерелье                          | Работает | Ожерелье                        | Ожерелье              |
| ТЧ-34          | Павелец                           | Работает | Павелец-Тульский                | Павелец               |
| ТЧ-35          | Узловая                           | Работает | Узловая                         | Узловая               |
| ТЧ-36          | Новомосковск                      | Работает | Урванка                         | Новомосковск          |
| ТЧ-37          | Волово                            | Закрыто | Волово                          | Волово                |
| ТЧ-38          | Рыбное                            | Подвижной состав МВПС был передан в Раменское. Работает как электровозное. | Рыбное                          | Рыбное                |
| ТЧ-39          | Рязань-1                          | Работает | Рязань I                        | Рязань                |
| ТЧ-40          | Сасово                            | Закрыто, филиал ТЧ-38 | Сасово                          | Сасово                |
| ТЧ-41          | Вязьма                            | Работает | Вязьма                          | Вязьма                |
| ТЧ-42          | Смоленск                          | Работает | Смоленск-Сортировочный          | Смоленск              |
| ТЧ-43          | Рославль                          | участок ТЧЭ-41 Вязьма-Сорт. | Рославль I                      | Рославль              |
| ТЧ-44          | Калуга                            | Филиал ТЧ-23 Бекасово | Калуга I                        | Калуга                |
| ТЧ-45 (МВПС)   | Брянск I                          | Работает Арендовано АО «Центральная ППК» | Брянск-Орловский                | Брянск                |
| ТЧ-46          | Брянск II                         | Работает | Брянск-Льговский                | Брянск                |
| ТЧ-47          | Фаянсовая                         | участок ТЧЭ-41 Вязьма-Сорт.; участок ТЧПРИГ-43 Смоленск I | Фаянсовая                       | Киров                 |
| ТЧ-48          | Спас-Деменск                      | Закрыто | Спас-Деменск                    | Спас-Деменск          |
| ТЧ-49          | Унеча                             | | Унеча                           | Унеча                 |
| ТЧ-50          | Имени Ильича (Аэроэкспресс)       | Построено на бывших производственных мощностях ТЧ-18 в 2012 г. Обслуживает поезда компании АЭРОЭКСПРЕСС. | Москва-Пассажирская-Смоленская  | Москва                |

## Эксплуатационные вагонные депо
Всего 9 эксплуатационных вагонных депо. Для них принято сокращение ВЧДЭ. Входят (являются структурными подразделениями) в Московскую дирекцию инфраструктуры, являющуюся, в свою очередь, структурным подразделением Центральной дирекции инфраструктуры — филиала ОАО «РЖД»..
| Номер   | Название      | Подразделения | Станция |
| ------- | ------------- | --- | --- |
| ВЧДЭ-1  | Орехово-Зуево | ПТО Александров, ПТО Кусково | Орехово-Зуево, Александров, Кусково |
| ВЧДЭ-5  | Перово        | ПТО Яничкино, ПТО Куровская | Перово, Яничкино, Куровская |
| ВЧДЭ-9  | Бирюлёво      | ПТО Москва-Товарная-Павелецкая, ПТО Люблино-Сортировочное, ПТО Лосиноостровская, ПТО Москва-Пассажирская-Курская                                                     | Москва-Товарная-Павелецкая, Люблино-Сортировочное, Лосиноостровская, Москва-Пассажирская-Курская                                                                 |
| ВЧДЭ-13 | Бекасово      | ПТО Тучково, ПТО Тихонова Пустынь, ПТО Калуга-1, ПТО Пятовская, ПТО Бескудниково, ПТО Подмосковная, ПТО Москва-Товарная-Киевская, ПТО Москва-Пассажирская-Смоленская | Бекасово-Сортировочное, Тучково, Тихонова Пустынь, Калуга I, Пятовская, Бескудниково, Подмосковная, Москва-Пассажирская-Киевская, Москва-Пассажирская-Смоленская |
| ВЧДЭ-18 | Тула          | ПТО Узловая, ПТО Плеханово, ПТО Присады, ПТО Северная | Тула I-Курская, Узловая I, Плеханово, Присады, Северная |
| ВЧДЭ-21 | Орёл          | ПТО Михайловский Рудник, ПТО Курбакинская, ПТО Лужки-Орловские, ПТО Льгов-Киевский, ПТО Курск                                                                        | Орёл, Михайловский Рудник, Курбакинская, Лужки-Орловские, Льгов-Киевский, Курск                                                                                  |
| ВЧДЭ-26 | Рязань        | ПТО Рыбное, ПТО Сасово, ПТО Стенькино II, ПТО Ряжск I, ПТО Воскресенск                                                                                               | Рыбное, Сасово, Стенькино II, Ряжск I, Воскресенск |
| ВЧДЭ-31 | Смоленск      | ПТО Вязьма, ПТО Рославль I | Смоленск, Вязьма, Рославль I |
| ВЧДЭ-37 | Брянск        | ПТО Брянск-Восточный, ПТО Сухиничи-Главные | Брянск-Льговский, Брянск-Восточный, Сухиничи-Главные |

## Вагонные ремонтные депо
15 вагонных ремонтных депо, входят в вагоноремонтные компании ОАО «ВРК-1», ОАО «ВРК-2», ОАО «ВРК-3», ООО «Дальневосточная вагоноремонтная компания» («Дальвагонремонт»), ООО «Новая вагоноремонтная компания», ООО УК «РэйлТрансХолдинг», ООО «Вагонное Депо ЖДЭ». Первые 13 (вместе с участками, бывшими депо — 15) до 1 июля 2011 года входили в Московскую дирекцию по ремонту грузовых вагонов Дирекции по ремонту грузовых вагонов — бывшего филиала ОАО «РЖД».
| Номер   | Название                            | ВРК                                 | Подразделения                                                | Станция                  |
| ------- | ----------------------------------- | ----------------------------------- | ------------------------------------------------------------ | ------------------------ |
| ВЧДР-2  | Люблино                             | Санкт-Петербургский филиал ВРК-1    |                                                              | Люблино-Сортировочное    |
| ВЧДР-6  | Воскресенск                         | Санкт-Петербургский филиал ВРК-1    |                                                              | Воскресенск              |
| ВЧДР-17 | Тула                                | Ярославское представительство ВРК-3 | Вагонный участок ВЧР-33 Калуга                               | Тула I-Курская, Калуга I |
| ВЧДР-19 | Курск                               | Московское представительство ВРК-2  |                                                              | Курск                    |
| ВЧДР-20 | Льгов                               | Московское представительство ВРК-2  |                                                              | Льгов-Киевский           |
| ВЧДР-24 | Павелец                             | Дальвагонремонт                     |                                                              | Павелец-Тульский         |
| ВЧДР-25 | Узловая                             | Московское представительство ВРК-2  | Вагонный участок (производственная площадка) ВЧР-22 Ожерелье | Узловая I, Ожерелье      |
| ВЧДР-27 | Рыбное                              | Ростовский филиал ВРК-1             |                                                              | Рыбное                   |
| ВЧДР-28 | Ряжск                               | Московское представительство ВРК-2  |                                                              | Ряжск I                  |
| ВЧДР-29 | Сасово                              | Ярославское представительство ВРК-3 |                                                              | Сасово                   |
| ВЧДР-32 | Вязьма                              | Московское представительство ВРК-2  |                                                              | Вязьма                   |
| ВЧДР-35 | Брянск-Льговский                    | Санкт-Петербургский филиал ВРК-1    |                                                              | Брянск-Льговский         |
| ВЧДР-36 | Унеча                               | НВК                                 |                                                              | Унеча                    |
| —       | ООО «Брянское вагоноремонтное депо» | ООО УК «РэйлТрансХолдинг»           |                                                              | Полпинская               |
| —       | Желдорэкспедиция                    | ООО «Вагонное Депо ЖДЭ»             |                                                              | Александров              |

## Пассажирские вагонные депо
7 пассажирских вагонных депо (ЛВЧД) и 3 вагонных участка (ЛВЧ). Входят в Московский филиал ОАО «ФПК».
| Номер   | Название                                   |
| ------- | ------------------------------------------ |
| ЛВЧ-1   | Вагонный участок Москва-Каланчёвская       |
| ЛВЧ-3   | Вагонный участок Москва-Ярославская        |
| ЛВЧ-15  | Вагонный участок Брянск                    |
| ЛВЧД-3  | Пассажирское вагонное депо Орехово-Зуево   |
| ЛВЧД-4  | Пассажирское вагонное депо Николаевка      |
| ЛВЧД-7  | Пассажирское вагонное депо Москва-3        |
| ЛВЧД-8  | Пассажирское вагонное депо Орёл            |
| ЛВЧД-13 | Пассажирское вагонное депо Смоленск        |
| ЛВЧ-14  | Вагонный участок Москва-Смоленская         |
| ЛВЧД-15 | Пассажирское вагонное депо Москва-Киевская |